# Attamyces
Attamyces — рід грибів родини Agaricaceae. Назва вперше опублікована 1972 року.

## Класифікація
До роду Attamyces відносять 1 вид:
- Attamyces bromatificus